# Cratere Susan
Susan è un cratere lunare di 0,95 km situato nella parte sud-occidentale della faccia visibile della Luna.